# Dead or Alive Ultimate
Dead or Alive Ultimate est un jeu vidéo Xbox sorti le 18 février 2005 et qui reprend en améliorant Dead or Alive et Dead or Alive 2.

## Système de jeu
Le système de combat utilise la croix directionnelle et trois² boutons que l'on peut combiner. Les flèches haut et bas de la croix directionnelle servent à se déplacer de façon circulaire dans l'arène si on les maintient, une simple pression sur ses dernières permettront de réaliser un saut ou de s'accroupir. Les flèches gauche et droite servent à se déplacer de façon linéaire dans l'arène. Il y a deux boutons d'attaque : P et K (poing et pied), combinées ensemble ou avec les flèches directionnelles elles permettent de réaliser des combos. Les coups infligent plus ou moins de dégâts selon que l'adversaire est en mouvement ou non. On distingue trois types de coups : les hauts, les moyens et les bas. Enfin, le bouton de garde sert à se protéger. En le maintenant appuyé il permet de se protéger des coups hauts et moyens. En le combinant avec la touche bas il permet de se protéger des coups bas. Le bouton de garde sert également à réaliser des contres, principale innovation de la série. En combinant la touche arrière et le bouton de garde l'on peut réaliser des contre-attaques. Il suffit d'être synchronisé avec le coup de l'adversaire en réalisant la manipulation avec le bon timing, de plus lorsqu'il s'agit d'un coup haut ou bas il faut adapter la touche arrière en conséquence en l'inclinant vers le haut ou le bas. La combinaison du bouton P et de la touche de garde permet de réaliser des chopes.

## Personnages
- Ayane (DOAU2)
- Bass Armstrong (DOAU2)
- Bayman (DOAU1)
- Ein (DOAU2)
- Gen Fu (DOAU1)
- Héléna (DOAU2)
- Hitomi (DOAU2)
- Jann Lee (DOAU1)
- Kasumi (DOAU1)
- Lei Fang (DOAU1)
- Léon (DOAU2)
- Raidou (DOAU1)
- Ryu Hayabusa (DOAU1)
- Tengu (DOAU2)
- Tina Armstrong (DOAU1)
- Zack (DOAU1)

## Développement

### Histoire
Annoncé lors du Tokyo Game Show 2003 sous le nom de Dead or Alive Online, ce coffret devait comprendre 2 DVD destiné aux rééditions des 2 premiers Dead or Alive. L'annonce du support Online faisait de Dead or Alive Ultimate le second jeu de combat en 3D de la Xbox jouable sur le Live. La Team Ninja voulait recréer l’ambiance des salles d'arcade en faisant s'affronter les joueurs du monde entier.
Lors de l'E3 2004 à la suite d'un retard DOA Online est rebatisé Dead or Alive Ultimate. C'est finalement en 2005 que le jeu sort, avec la mise à jour de décembre 2006 le jeu devient jouable sur Xbox 360.

### Dead or Alive Ultimate 1
Dead or Alive Ultimate 1 est une réédition de la version Saturn de Dead or Alive sortie en 1996. Légèrement affinée graphiquement et possédant un mode en ligne exclusif, elle ne constitue pas le cœur de Dead or Alive Ultimate, Dead or Alive Ultimate 1 est plutôt considéré comme un bonus pour les collectionneurs.[réf. nécessaire]

### Dead or Alive Ultimate 2
Dead or Alive Ultimate 2 est un remake des versions Dreamcast et PlayStation 2 sorties tous deux en 2000. Le jeu a été amélioré.
Tout d'abord les graphismes ont été remaniés grâce au moteur graphique de Dead or Alive Xtreme Beach Volleyball, de plus on constate une augmentation de la vitesse des combats, de nombreux costumes et arènes ont été ajoutés ou améliorés, l'animation des combattants a été améliorée, tandis que leur nombre de coups a augmenté.
On constate aussi l'apparition d'un mode en ligne.
Un personnage supplémentaire (Hitomi)  est disponible à condition de posséder une sauvegarde de Dead or Alive Xtreme Beach Volleyball ou de Dead or Alive 3. À noter qu'il est possible de débloquer des costumes pour ce dernier.

## Accueil
- Jeuxvideo.com : 16/20[1]

## Bande-son
- Dream On (Aerosmith song)Dream On - by Aerosmith
- B-boy no "B" - evolved from ++ - Zack's theme
- The Shooted - Hayabusa's theme
- Grand Style - Lei Fang's theme
- Natural High - Jann Lee's theme
- Break the age - Gen Fu's theme
- You are under my control - beautiful version 00 - - Tina's theme
- Yes or Yes - Bass's theme
- Blazed up Melpo Mene - Helena's theme
- Ultimate Weapon - Leon's theme
- TehuTehu - Ayane's theme
- Vigaku - Ein's theme
- Hitohira-reminiscent of Ketsui no toki - Kasumi's theme
- Jintsuriki - Tengu's theme
- Knifepoint - Bayman's theme
- It's to show - Hitomi's theme